# Rhönpaulushöhle
Die Rhönpaulushöhle ist eine Sehenswürdigkeit bei Dermbach und befindet sich am Südrand des Naturschutzgebietes Ibengarten am Südwesthang des Neuberges.

## Geschichte
Der als „Rhönpaulus“, auch „Karl Paulus“, bekannte Johann Heinrich Valentin Paul war ein 1736 in Weilar als uneheliches Kind einer Magd und eines Soldaten geborener Knabe. Als Fünfjähriger verlor er seine Mutter und wurde vom Bauern des Kohlbachshofes bei Roßdorf übernommen. Er wurde vom Roßdorfer Schäfer umsorgt und lebte abseits der Gesellschaft. Aus Abenteuerlust ließ er sich 1759 von preußischen Rekrutenwerbern zum Heeresdienst anwerben und nahm an Gefechten im Siebenjährigen Krieg teil. Das Soldatenleben war gefahrvoll, 1764 desertierte er und floh in seine Heimat, die Rhön. Von Gelegenheitsarbeit konnte er jedoch nicht leben, er führte ein Leben als Wilddieb, Schmuggler und Räuber. Sein Unterschlupf wurde die Rhönpaulushöhle am Neuberg. Diese winzige Felsspalte war nur wenigen bekannt. 1780 wurde er am Richtplatz bei Wiesenthal am Galgen aufgehängt. Im Dermbacher Heimatmuseum wird der Holzkasten gezeigt, den man benutzte, um den Rhönpaulus zum Galgen zu transportieren.
Das abenteuerliche Leben des Rhönpaulus wurde als Motiv für ein Musical gewählt, das 2009 in Dermbach mit großem Erfolg uraufgeführt wurde. Damit stieg das Interesse an der Figur, die man inzwischen touristisch als „Robin Hood der Rhön“ anpreist. Eine Interessengemeinschaft aus Vertretern der Gemeinde Dermbach, der Thüringer Forstverwaltung und des Naturparks Rhön entwickelten die Idee des Rhönpaulus-Wanderwegs um den Neuberg. Am Wanderweg gibt es Hinweistafeln auf die Rhönpaulushöhle und den Richtplatz am Wiesenthaler Galgen.